# بری‌زاند
بری‌زاند (به هلندی: Breezand) یک منطقهٔ مسکونی در هلند است که در Hollands Kroon واقع شده‌است. بری‌زاند ۳٫۲۵۰ نفر جمعیت دارد.